# Campionati del mondo di atletica leggera 2011 - 100 metri ostacoli
I 100 metri ostacoli femminili ai campionati del mondo di atletica leggera 2011 si sono tenuti il 2 ed il 3 settembre. Per qualificarsi al mondiale, bisognava fare 12"96 (standard A) o 13"15 (B).

## Risultati

### Batterie
Le prime 4 di ogni batteria e i 4 migliori tempi ripescaggi vanno in semifinale.
Vento:
Batteria 1: +1,0 m/s, Batteria 2: -0,6 m/s Batteria 3: -1,6 m/s, Batteria 4: 0,0 m/s, Batteria 5: +1,3 m/s
| Pos. | Batteria | Nome                   | Nazione         | Tempo | Note  |
| ---- | -------- | ---------------------- | --------------- | ----- | ----- |
| 1    | 2        | Sally Pearson          | Australia       | 12.53 | Q     |
| 2    | 1        | Kellie Wells           | Stati Uniti     | 12.73 | Q     |
| 3    | 4        | Danielle Carruthers    | Stati Uniti     | 12.79 | Q     |
| 4    | 1        | Vonette Dixon          | Giamaica        | 12.82 | Q     |
| 5    | 3        | Tiffany Porter         | Gran Bretagna   | 12.84 | Q     |
| 5    | 4        | Phylicia George        | Canada          | 12.84 | Q     |
| 7    | 4        | Lucie Škrobáková       | Rep. Ceca       | 12.89 | Q, SB |
| 8    | 1        | Nikkita Holder         | Canada          | 12.90 | Q, PB |
| 8    | 5        | Dawn Harper            | Stati Uniti     | 12.90 | Q     |
| 10   | 5        | Perdita Felicien       | Canada          | 12.95 | Q     |
| 11   | 1        | Natalya Ivoninskaya    | Kazakistan      | 12.96 | Q     |
| 11   | 4        | Brigitte Foster-Hylton | Giamaica        | 12.96 | Q, SB |
| 13   | 3        | Lina Flórez            | Colombia        | 12.98 | Q     |
| 14   | 4        | Cindy Roleder          | Germania        | 13.01 | q     |
| 15   | 5        | Sun Yawei              | Cina            | 13.03 | Q     |
| 16   | 3        | Tatyana Dektyareva     | Russia          | 13.05 | Q     |
| 17   | 2        | Derval O'Rourke        | Irlanda         | 13.07 | Q     |
| 17   | 5        | Sandra Gomis           | Francia         | 13.07 | Q     |
| 17   | 5        | Indira Spence          | Giamaica        | 13.07 | Q, SB |
| 17   | 1        | Nevin Yanıt            | Turchia         | 13.07 | q, SB |
| 21   | 4        | Seun Adigun            | Nigeria         | 13.13 | q, SB |
| 22   | 3        | Lisa Urech             | Svizzera        | 13.16 | Q     |
| 23   | 2        | Brigitte Merlano       | Colombia        | 13.23 | Q     |
| 24   | 2        | Beate Schrott          | Australia       | 13.25 | Q     |
| 25   | 1        | Sonata Tamošaitytė     | Lituania        | 13.28 |       |
| 26   | 3        | Marzia Caravelli       | Italia          | 13.29 |       |
| 27   | 2        | Marina Tomić           | Slovenia        | 13.36 |       |
| 28   | 2        | Lavonne Idlette        | Rep. Dominicana | 13.39 |       |
| 28   | 2        | Jung Hye-lim           | Corea del Sud   | 13.39 |       |
| 30   | 5        | Anastasiya Soprunova   | Kazakistan      | 13.43 |       |
| 31   | 1        | Kierre Beckles         | Barbados        | 13.44 |       |
| 32   | 4        | Anne Zagré             | Belgio          | 13.47 |       |
| 33   | 3        | Cindy Billaud          | Francia         | 13.50 |       |
| 34   | 3        | Dedeh Erawati          | Indonesia       | 13.56 |       |
| 35   | 4        | Béatrice Kamboulé      | Burkina Faso    | 13.76 | SB    |
| 36   | 5        | Poon Pak Yan           | Hong Kong       | 14.04 |       |
| 37   | 1        | Dipna Lim Prasad       | Singapore       | 14.40 |       |
| 38   | 3        | Jeimmy Bernárdez       | Honduras        | 14.45 |       |
| N.D. | 5        | Demetra Arachovití     | Cipro           | DNS   |       |

### Semifinali
Le prime 2 di ogni batteria e i migliori 2 tempi vanno in finale.
Vento:
Batterie #1: -0,1 m/s, #2: +0,3 m/s, #3: +0,7 m/s
| Pos. | Batteria | Nome                   | Nazione       | Tempo | Note      |
| ---- | -------- | ---------------------- | ------------- | ----- | --------- |
| 1    | 2        | Sally Pearson          | Australia     | 12.36 | Q, WL, AR |
| 2    | 3        | Tiffany Porter         | Gran Bretagna | 12.56 | Q, NR     |
| 3    | 3        | Danielle Carruthers    | Stati Uniti   | 12.65 | Q         |
| 4    | 1        | Phylicia George        | Canada        | 12.73 | Q, PB     |
| 5    | 2        | Dawn Harper            | Stati Uniti   | 12.74 | Q         |
| 6    | 2        | Tatyana Dektyareva     | Russia        | 12.76 | q, SB     |
| 7    | 1        | Kellie Wells           | Stati Uniti   | 12.79 | Q         |
| 8    | 3        | Nikkita Holder         | Canada        | 12.84 | q, PB     |
| 9    | 1        | Lisa Urech             | Svizzera      | 12.86 |           |
| 10   | 3        | Brigitte Foster-Hylton | Giamaica      | 12.87 | SB        |
| 11   | 2        | Perdita Felicien       | Canada        | 12.88 |           |
| 12   | 3        | Cindy Roleder          | Germania      | 12.91 | PB        |
| 13   | 2        | Indira Spence          | Giamaica      | 12.93 | PB        |
| 14   | 1        | Lina Flórez            | Colombia      | 12.94 | PB        |
| 15   | 2        | Natalya Ivoninskaya    | Kazakistan    | 12.96 |           |
| 16   | 2        | Lucie Škrobáková       | Rep. Ceca     | 12.98 |           |
| 17   | 1        | Vonette Dixon          | Giamaica      | 13.00 |           |
| 18   | 3        | Beate Schrott          | Austria       | 13.02 |           |
| 19   | 2        | Seun Adigun            | Nigeria       | 13.14 |           |
| 20   | 1        | Sun Yawei              | Cina          | 13.19 |           |
| 21   | 3        | Brigitte Merlano       | Colombia      | 13.21 |           |
| 22   | 1        | Nevin Yanıt            | Turchia       | 13.31 |           |
| 23   | 1        | Sandra Gomis           | Francia       | 13.55 |           |
| N.D. | 3        | Derval O'Rourke        | Irlanda       | DNS   |           |

### Finale
Vento: +1,1 m/s
| Pos. | Corsia | Nome                | Nazione       | Tempo | Note       |
| ---- | ------ | ------------------- | ------------- | ----- | ---------- |
| 1    | 3      | Sally Pearson       | Australia     | 12.28 | CR, AR, WL |
| 2    | 6      | Danielle Carruthers | Stati Uniti   | 12.47 | PB         |
| 3    | 8      | Dawn Harper         | Stati Uniti   | 12.47 | PB         |
| 4    | 5      | Tiffany Porter      | Gran Bretagna | 12.63 |            |
| 5    | 1      | Tatyana Dektyareva  | Russia        | 12.82 |            |
| 6    | 2      | Nikkita Holder      | Canada        | 12.93 |            |
| 7    | 4      | Phylicia George     | Canada        | 17.97 |            |
| N.D. | 7      | Kellie Wells        | Stati Uniti   | DNF   |            |